# Ernesto Araújo
Ernesto Henrique Fraga Araújo (Porto Alegre, 15 de mayo de 1967) es un diplomático brasileño. Fue ministro de Relaciones Exteriores entre 2019 y 2021.

## Biografía
Araújo nació en Porto Alegre en 1967, en el seno de una familia católica conservadora. En 1988 se graduó de la Universidad de Brasilia, donde estudió lingüística y literatura. Se unió a la carrera diplomática en 1991, desempeñándose como director del Departamento para los Estados Unidos, Canadá y Asuntos Interamericanos del Ministerio de Relaciones Exteriores de Brasil.
En noviembre de 2018 fue seleccionado por el presidente electo Jair Bolsonaro como el futuro titular del Ministerio de Relaciones Exteriores. Asumió el cargo junto al resto del Consejo de Gobierno el 1 de enero de 2019. Renunció al cargo el 29 de marzo de 2021.

## Posiciones
Discípulo del filósofo Olavo de Carvalho, algunas opiniones describen sus puntos de vista políticos como de extrema derecha.
Se reconoce católico, y ha mostrado en público su oposición a la llamada teología de la liberación, a la que califica de «teomarxismo». Como antiizquierdista, considera que hay que combatir a la izquierda no solo en Brasil sino también en el exterior dado que, según él, sus simpatizantes «son expresión de un proyecto global y globalista».
Araújo niega la influencia humana en el cambio climático, considerando que es un «dogma» que apuntaría en particular a «aumentar el poder de China». También considera que el cambio climático es una conspiración del «marxismo cultural» [sic] y se reafirma en la existencia de una pretendida guerra «contra la heterosexualidad, las carnes rojas y el petróleo».